# Ribera Navarra
La Ribera Navarra, la Ribera de Navarra o simplement La Ribera és una comarca del sud la Comunitat Foral de Navarra, enclavada a la Vall de l'Ebre i caracteritzada geogràficament per trobar-se al marge del riu Ebre, i socioculturalment per trets distintius comuns a les comunitats autònomes de la vall mitjana de l'Ebre (La Rioja i Aragó).

## Límits

Comarques Geogràfiques de Navarra

En ser una comarca de caràcter geogràfic i sociocultural i no polític ni administratiu, no existeix una delimitació precisa acceptada uniformement de quins són els límits de la Ribera.
Geogràficament és tradicional la divisió de Navarra en tres zones: Muntanya, Zona Mitjana i Ribera cadascú amb característiques paisatgístiques i bioclimàtiques particulars. En aquest sentit, és tradicional considerar que la Ribera comença en l'anomenada Balconada de la Ribera de Lerín, i que per això forma part de la Ribera tots els municipis al sud de la línia imaginària Mendavia-Lerín-Mendigorría-Caparroso-Mélida; diferenciant-se la Ribera Estellesa de la Ribera Tudelana amb el límit entre ambdues en els municipis de Milagro i Funes.
Històricament Navarra es va dividir des de l'Edat Mitjana en merindades, sent una d'elles la Merindad de la Ribera amb capital a Tudela. Aquesta merindad abastava gran part (excepte l'extrem occidental que estava adscrit a la Merindad d'Estella) del que geogràficament es considera la Ribera fins a 1407 quan és creada la nova Merindad d'Olite escindint-ne municipis de la Merindad de la Ribera (Caparroso, Milagro, etc.)i quedant aquesta última únicament integrada per Tudela i 23 municipis més del seu radi immediat. Encara que avui dia les merindades navarreses no tenen reconeixement administratiu pràctic algun, van servir en el seu moment per a la determinació dels partits judicials de la província, de manera que el Partit Judicial de Tudela coincideix avui dia en els seus límits de manera exacta amb els de la Merindad de Tudela.

Zonificació 2000

A efectes tècnics l'anomenada zonificació Navarra 2000 creada des d'instàncies oficials es reconeix que La Ribera està formada al seu torn per tres comarques: la Ribera Estellesa, la Ribera de l'Arga-Aragón (considerades ambdues dos com Ribera Alta) i la Ribera Tudelana (considerada com a Ribera Baixa). L'àrea integrada per aquestes tres comarques és gairebé coincident amb la qual tradicionalment ha constituït la Ribera geogràfica de la qual només s'exclouen els municipis del curs mitjà del *Arga (Larraga, Mendigorría i Berbinzana) assignats a la comarca de Tafalla dins de la Zona Mitjana Oriental.
Políticament la Ribera no compta amb institucions pròpies, existint no obstant això diverses entitats i mancomunitats d'àmbit supramunicipal de les quals la de major extensió territorial és el Consorci de Desenvolupament Turístic EDER que malgrat incloure a localitats com Murillo el Fruto i Murillo el Cuende (considerades geogràficament com a Zona Mitjana) no està integrada no obstant això per municipis normalment sí considerats com a riberenys com Mendavia i Andosilla.
Social i culturalment l'adscripció o consideració d'un municipi com ribereny o no depèn de múltiples factors de tipus econòmic, localització geogràfica respecte a les vies de comunicació, dependència en el que a serveis administratius es refereix d'un centre urbà (Tudela, Tafalla, Estella, etc.), estructura social i cultural de la població, folklore, distància de Tudela com a cabdal ribera, etc.
No obstant això, sembla estendre's cada vegada més la incidència inconscient en la consideració social i cultural de la Ribera de la definició dels límits de la mateixa que fa la zonificació Navarresa 2000 amb la seva identificació de tres "riberes" (Estellesa, Arga-Aragón i Tudelana); el que no impedeix que s'al·ludeixi a la Ribera en sentit extens com la suma d'aquestes tres riberes, i es refereixi a la Ribera en sentit restringit com a la comarca formada per Tudela i els 22 pobles de la seva ràdio d'atracció socioeconòmic immediat (i que no coincideixen malgrat tot amb el seu partit judicial, ja que Carcastillo i Mélida no es consideren Ribera en sentit estricte, i sí Milagro).

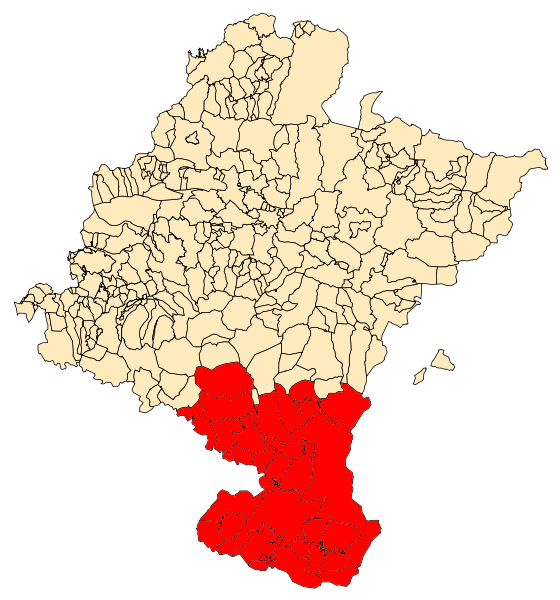
Municipis del Conscorci Eder de la Ribera.

## Poblacions
Ablitas, Arguedas, Azagra, Barillas, Buñuel, Cabanillas, Cadreita, Caparroso, Carcastillo, Cascante, Castejón, Cintruénigo, Corella, Cortes de Navarra, Falces, Fitero, Fontellas, Funes, Fustiñana, Lerín, Marcilla, Mélida, Milagro, Monteagudo, Murchante, Murillo el Fruto, Peralta, Ribaforada, San Adrián, Santacara, Tudela, Tulebras, Valtierra, Villafranca i els concejos de Figarol, Murillo el Cuende, Rada i Traibuenas.

## Economia
La Ribera presenta una gran tradició i especialització en horticultura: Raïm, oliva, carxofa, espàrrec, enciam, tomàquets, pebrots del piquillo, etc.
El vi de la Ribera pertany a la Denominació d'Origen Navarra, si bé algun municipi de la comarca pot acollir-se a la Denominació d'Origen Qualificada Rioja.
Quant a la indústria se centra a les fàbriques de l'alimentació i begudes (principalment l'elaboració de conserves, congelats i vi) i altres branques manufactureres de mitjana i baixa intensitat tecnològica, com a maquinària i equip mecànic, productes minerals, transformats metàl·lics, i, encara que en notable declivi en els últims anys, confecció.
En anys recents s'observa un notable dinamisme en les inversions del sector d'energia, destacant el funcionament de dues centrals elèctriques de cicle combinat i diversos parcs d'energia eòlica i d'energia solar.
Per la seva banda, el desenvolupament és limitat en les principals branques de serveis.
La major part del seu teixit productiu aquesta constituït per Pimes, i prop d'una trentena d'empreses estan en mans de capital estranger. El seu nivell de renda per capita se situa entorn del 80% de la mitjana navarresa i lleugerament per sobre de la mitjana espanyola. En els últims anys s'ha produït un creixement demogràfic de certa intensitat, basat en la immigració de treballadors estrangers no qualificats.
En l'actualitat la Ribera compta amb diferents projectes que podrien servir per *apuntalar el seu creixement econòmic en els propers anys i reforçar la posició de Tudela com a centre de serveis a la zona mitjana de l'Ebre, com són el nou campus de la Universitat Pública de Navarra a Tudela, l'àrea logística intermodal (annexa a la Ciutat Agroalimentària), la construcció de l'autovia Medinaceli-Soria al costat de la de l'autopista Sòria-Tudela, i els serveis ferroviaris d'Alta Velocitat.

## Idioma
L'idioma propi de la Ribera és el castellà i en virtut d'això la totalitat del territori riberenys està inclòs en la zona no bascòfona de la Llei Foral del Basc sent per això el castellà l'única llengua oficial en La Ribera.
És tema discutit per la lingüística històrica l'abast que van tenir les llengües preromanes a l'actual territori de la Ribera. Sembla admès que al territori ribereny van confluir el límit sud de l'anomenat protoeuskera i el límit nord de l'àrea celtibera, sense estar clar la veritable extensió d'ambdues àrees.
Les cites d'autors clàssics com Plini el Vell i Estrabó assenyalen un corriment de les zones dominades pels diferents pobles al llarg del pas d'època republicana romana a època imperial. Així, el nucli del que posteriorment sorgiria el centre urbà romà de Cascantum (actual Cascante, i que malgrat tot sembla haver-se situat al costat del turó de Santa Bàrbara a Tudela) apareix referit inicialment com "Kaiskata", topònim de nítid caràcter cèltic que suggereixi la seva adscripció a l'àrea celtibera, per ser posteriorment inclòs en les cites clàssiques com una de les poblacions dominades pels vascons.
En qualsevol cas, La Ribera va sofrir en època imperial una profunda romanització que fa suposar que a la caiguda del poder romà i el començament de l'alta edat mitjana el llatí fos l'única llengua parlada al territori, de la qual posteriorment derivarien les parles mossàrabs que conviurien amb l'àrab durant els segles (VIII-XII) en els quals La Ribera va formar part d'Al Andalus.
D'aquesta manera, es considera que al moment de la reconquesta cristiana de la Ribera (produïda entre els segles xi i xii) els idiomes parlats per la població del territori eren precisament els al·ludits àrab i parles mossàrabs, situant-se a més el nord de la Ribera en el límit sud de l'àrea d'extensió del basc. Produïda la reconquesta tals llengües van començar una reculada immediata en benefici del navarrès-aragonès, idioma que al seu torn es veuria posteriorment desplaçat pel castellà en un procés iniciat al segle xv i que va ocasionar que per al segle xviii el castellà fos ja l'única llengua parlada en territori riberenc.
La toponímia és deutora de la història lingüística del territori, derivant la major part dels topònims riberencs del navarrès-aragonès i del castellà. Existeixen, no obstant això diverses petjades de toponímia àrab (com Azagra), així com èuscars (Landazuría o Pisquerra). La presència d'aquestes darreres, així com d'algunes paraules de lèxic èuscar presents en el parla ribera, és explicada tant per la pervivència de vocables èuscars que van poder haver sobreviscut a l'època romana, a les relacions comercials i a la transhumància arribada del nord de Navarra (adstrat), així com al substrat èuscar que va perviure en el navarrès-aragonès d'una manera més intensa que el que ho va fer en el castellà o el gascó traspirinenc.